# Malaxis apiculata
Malaxis apiculata är en orkidéart som beskrevs av Donald Dungan Dod. Malaxis apiculata ingår i släktet knottblomstersläktet, och familjen orkidéer. Inga underarter finns listade i Catalogue of Life.